# Geschichte der Juden in Aufseß
Die Geschichte der Juden in Aufseß beginnt vermutlich im 14. Jahrhundert.

## Mittelalter
Erste Hinweise auf jüdische Bewohner in Aufseß finden sich in einer Urkunde von 1332, in der Kaiser Ludwig IV. die Befreiung von Schulden bei Juden bestätigte. In ihr werden auch Juden unter dem Schutz der Herren von Aufseß genannt. Im Dreißigjährigen Krieg wurde das Dorf vollkommen zerstört, die verbliebenen Bewohner starben sämtlich an der Pest.

## Epoche der Aufklärung

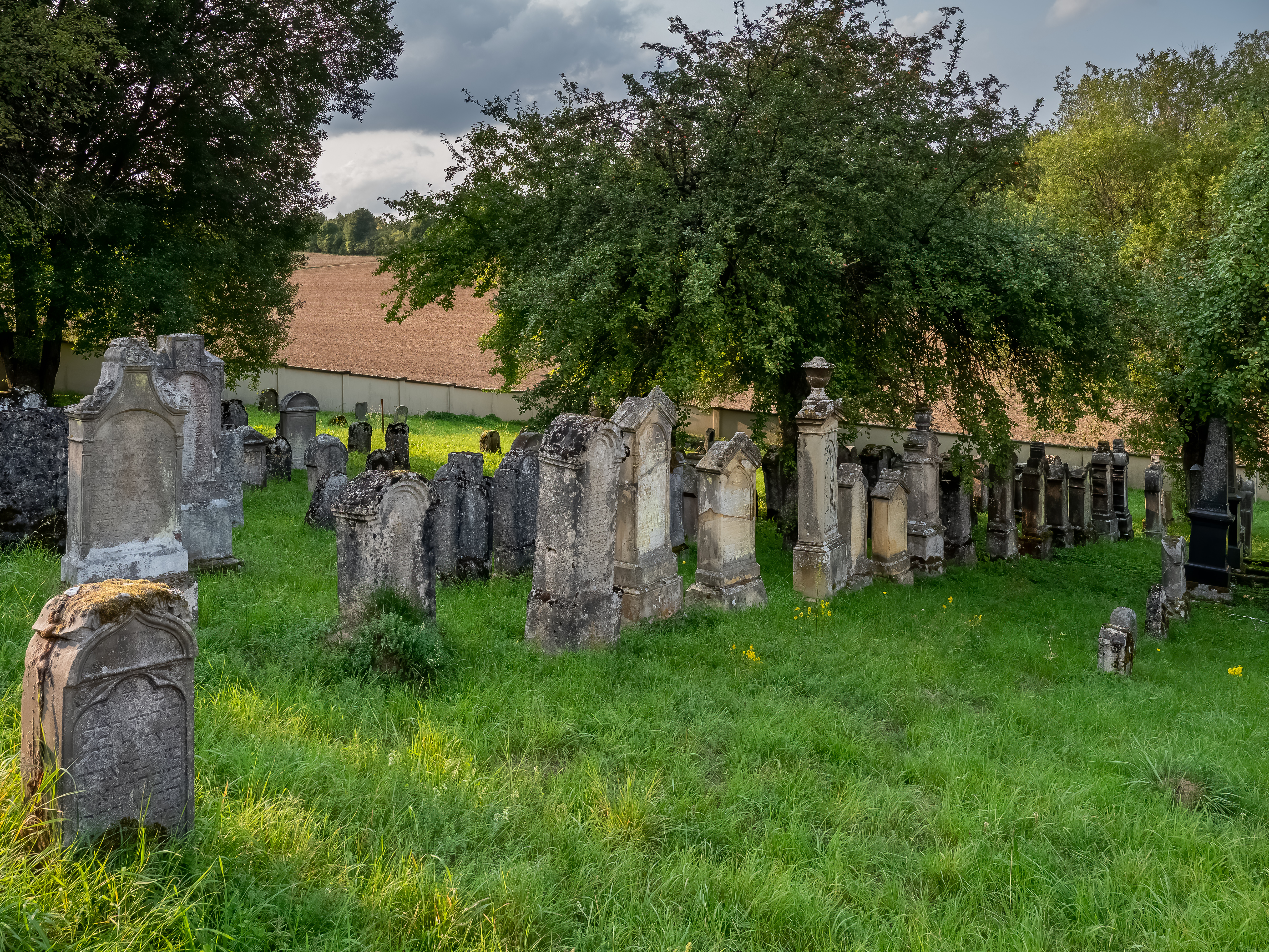
Jüdischer Friedhof

Um 1700 wurden von dem protestantischen Herrscher Carl Heinrich von Aufseß einige jüdische Familien aus Burgellern, die die Verfolgung im katholischen Hochstift Bamberg des Jahres 1699 überlebt hatten, im Ort aufgenommen. Er nahm sie unter seinen Schutz und stellte ihnen kleine Wohnhäuser zur Verfügung. 1722 verkaufte er den jüdischen Einwohnern das „Schüthaus“ zur Einrichtung einer Synagoge und ein Grundstück zur Anlage einer eigenen Begräbnisstätte. Die geforderten 80 Gulden für den Erwerb des Gebäudes sammelten Jakob Levi aus Zeckendorf und der Bamberger Hoffaktor Moses Isak. In den Jahren 1754/55 sowie 1783 wurde jeweils eine neue Synagoge errichtet. Im oberen Stock der letzten (Hausnummer 26, heute Grundstück Kirchberg 25) lag der Betsaal, im Erdgeschoss befand sich die jüdische Schule mit einem eigenen Eingang an der Seite.
In der Pfarrchronik des Jahres 1830 heißt es: Obwohl zu dieser Zeit [1722] etwa 7 – 8 Juden-Familien hier wohnten und auch selbst diese arm waren, hielten sie sich doch einen Vorsänger und Schulmeister. … Überhaupt nehmen sich ihre Schutzherren ihrer stets wahrhaft väterlich an. Sie halfen ihnen allseits zu ihrer Nahrung; predigten ihnen einen besseren Wandel; warnten vor Unvorsichtigkeiten u. dergl.; mahnten sie zur fleißigen Nutzung ihres jüdischen Gottesdienstes, u. als einige Mitglieder aus Trotz ihre Synagoge nicht besuchten, ließ der gnädige Herr diese mit dem Büttel in die Synagoge transportieren.
Zunächst mussten die Aufsesser Juden ihre Toten in Heiligenstadt bestatten. Der 1722 ortsfern „auf schlechtem Boden“ angelegte eigene Friedhof diente als Verbandsfriedhof auch den verstorbenen Juden aus Hollfeld und bis 1786 aus Bayreuth als letzte Ruhestätte. Im 18. Jahrhundert besaß die Aufsesser Judenschaft einen eigenen „Judenschultheiß“, der sein Amt einer detaillierten Gemeinde- und Religionsverfassung entsprechend ausübte. Um 1750 war die Gemeinde so verarmt, dass die Ortsherrschaft drohte, den Schutzbrief für die Juden aufzuheben, da dieser ihr keinen finanziellen Nutzen mehr brachte. In den folgenden Jahrzehnten besserte sich die wirtschaftliche Lage der Juden jedoch. Bis 1753 stieg die Zahl der jüdischen Einwohner von Aufseß auf 62 Personen an.

## 19. und 20. Jahrhundert
In den Jahren 1809/1810 waren 26,1 % der Einwohner Juden (85 von 326), 1840 wurde mit 105 von 600 deren höchster Bevölkerungsanteil erreicht. Danach sank ihre Zahl kontinuierlich (1867: 86, 1880: 65, 1900: 56, 1910: 44). Die jüdischen Familien lebten überwiegend vom Handel mit Tuch und Leder, Schnittwaren, Spezereiwaren und Landesprodukten, einige waren auch Viehhändler. Außer dem Friedhof und der Synagoge existierten eine Religionsschule und ein rituelles Bad. Der Lehrer war zugleich als Vorbeter und Schächter tätig. Zuletzt übte diese Tätigkeit Leopold Schloß aus, der das Amt von 1875 bis 1928 innehatte. Danach wurde die Lehrer-/Vorbeterstelle nicht mehr besetzt. Zu den persönlich erschienenen Gratulanten anlässlich seines 50-jährigen Dienstjubiläums im Jahr 1925 zählten der Bürgermeister und der Schlossherr.
Im Jahr 1825 wurde die jüdische Gemeinde dem Distriktsrabbinat Hagenbach zugeteilt, nach dessen Auflösung 1894 dann dem Distriktsrabbinat Bamberg. 1902 kamen die wenigen verbliebenen jüdischen Bewohner von Heiligenstadt zur jüdischen Gemeinde Aufseß; bereits 1910 gab es dort aber keine jüdische Bevölkerung mehr. 1924 wurden nur noch 22 jüdische Einwohner in Aufseß gezählt, was 3,2 % der Bevölkerung entsprach. Der 1890 mit 37 Jahren verstorbene Kaufmann Moses Dittmann war Mitglied des örtlichen Armenpflegschaftsrats, Kassier der freiwilligen Feuerwehr und Mitglied der Gemeindeverwaltung. Mit dem 1892 geborenen Adolf Aufseeser ließ ein gebürtiger Aufsesser als Gefreiter im Ersten Weltkrieg sein Leben.
1895 wurde das baufällige Gebäude der Synagoge durch den Zimmermeister Kunstmann renoviert. In den 1920er Jahren wurde es zunehmend schwerer, regelmäßig die notwendige Zahl von zehn jüdischen Männern zum Gottesdienst zu erreichen. Um 1932 wurde vermutlich der letzte Gottesdienst abgehalten, danach ging das Synagogeninventar in den Besitz der Bamberger Gemeinde über. Darunter waren acht Torarollen, ein silberner Toraschmuck, drei silberne Torazeiger, drei Vorhänge für den Toraschrein, ein Pult und zwölf Bänke.
Der Bereich an der Brunnengasse war das „jüdische Viertel“ von Aufseß. Im Haus Nummer 47 lebte das Ehepaar Rosalie und Samuel Fleischmann, das über eines der ersten Telefone im Ort verfügte. Das Hinweisschild „Fernsprechstelle“ an der Hauswand wies darauf hin, dass es öffentlich genutzt werden konnte.
Der 1867 in Aufseß geborene Viehhändler Karl Fleischmann konnte seine Frau Bertha, da in Bayern noch die Matrikelgesetze galten, nur dank einer gesonderten Heiratserlaubnis des lokalen Adelsgeschlechts ehelichen. Während des Ersten Weltkriegs lieferte er Vieh an den bayerischen Staat. Da er ein Wohnhaus und Grund besaß, zudem ein Knecht in seinen Diensten stand, galt er nach dörflichen Maßstäben als wohlhabend. Er zählte zu den Honoratioren des Orts, war Vorsteher der Aufsesser Israelitischen Kultusgemeinde und stellvertretender Bürgermeister. Sein Sohn Ludwig zog als Ulan in den Ersten Weltkrieg. 1923 heiratete Ludwig Nelly Fleischer (1900–1938), die Tochter Karl Fleischmanns einstigen Schulfreunds Samuel Fleischer, und lebte mit ihr in der Bayreuther Badstraße. Noch in der Pogromnacht vom 9. auf den 10. November 1938 brachten hilfsbereite Nachbarn Bertha und Karl Fleischmann nach Bayreuth in das Haus ihres Sohns. Bertha starb im Juli 1941; im Rahmen der zweiten Bayreuther Judendeportation wurde Karl Fleischmann am 12. Januar 1942 zunächst nach Bamberg und im September jenes Jahres von dort nach Theresienstadt gebracht, wo er am 23. Januar 1943 infolge Mangelernährung starb.

### Juden im örtlichen Erwerbsleben
Zunächst betrieben die Aufsesser Juden Handelsgeschäfte. Ab den 1830er Jahren übten sie zunehmend auch Handwerksberufe aus, was zu Konflikten mit den ortsansässigen christlichen Handwerkern führte. In den Jahren 1865 bis 1875 führte ihre schlechte wirtschaftliche Lage zur Abwanderung von zahlreichen Juden. Anfang des 20. Jahrhunderts war für die verbliebene jüdische Bevölkerung der Viehhandel der wichtigste Erwerbszweig. Einzig Karl Fleischmann brachte es mit dem Viehhandel zu einem gewissen Wohlstand.
- Simon Fleischmann, Gerbermeister, nachweisbar 1887 und 1891
- Max Fleischmann, Textilhändler, nachweisbar 1901
- Fritz Dittmann, Ledermanufaktur, nachweisbar 1922
- Moritz David (geb. 1873), Viehhändler und Schweinemetzger, nachweisbar 1935[4]
- Siegfried David (geb. 1901, Sohn von Moritz David), Lederhandel[4]

### Zeit des Nationalsozialismus
1933 waren unter den 730 Einwohnern noch elf jüdische Personen, darunter mit Martin Aufsesser, Moritz David, Karl Fleischmann und Moses Günter vier Viehhändler. Sie bekamen bald die Repressionen des NS-Staats zu spüren. Im Frühjahr jenes Jahres wurden ihre Wohnungen von  SA-Angehörigen aus Heiligenstadt durchsucht, Siegfried David wurde wegen Beziehungen zu seiner „arischen Braut“ verhaftet. Nicht zuletzt auch als Folge des wirtschaftlichen Drucks zogen bis November 1938 vier Juden in andere Orte Deutschlands, ein Jude emigrierte in die USA. In der Pogromnacht kamen etwa 20 SA-Leute aus Heiligenstadt, dazu Angehörige der SS aus Bayreuth, nach Aufseß. Sie fanden noch fünf dort lebende jüdische Einwohner vor: die Ehepaare David und Fleischmann sowie die Witwe Günter. Diese wurden verhaftet und in das Dorfgasthaus verschleppt, wo sie Erklärungen unterschreiben mussten, dass sie auf die Rückzahlung aller Schulden verzichteten, die andere noch bei ihnen hatten. Ein Siebzigjähriger wurde geschlagen, weil er diese Unterschrift verweigerte. Während sie festgehalten wurden, wurden ihre Wohnungen geplündert und verwüstet. Nach den Ausschreitungen verließen bald alle fünf Juden den Ort; zwei von ihnen konnten noch in die USA emigrieren. Das Ehepaar Fleischmann floh zu seinem Sohn Ludwig nach Bayreuth, konnte jenem trotz eines Visums aber nicht mehr in die USA folgen.
Die Zeitung Wiesentbote meldete am 31. Mai 1939: „Durch den jüngst erfolgten Wegzug der letzten israelitischen Familien in Aufseß ist der Landkreis Ebermannstadt nunmehr völlig judenrein geworden.“ Bei einem Prozess vor dem Landgericht Bayreuth im Frühjahr 1949 wurden acht von 24 an den Ausschreitungen Beteiligten zu Gefängnisstrafen von acht Monaten bis zu einem Jahr verurteilt; die übrigen wurden freigesprochen.
Im Sommer 1938 bemühte sich Moritz David, der letzte Vorsteher der jüdischen Gemeinde, um den Verkauf des Synagogengebäudes. Für 350 Reichsmark ging es am 28. September in den Besitz der Gemeinde Aufseß über, die es am 11. Oktober zum selben Preis an eine Privatperson weitergab. Nach dem Novemberpogrom forderte der neue Besitzer den Kaufpreis von Moritz David zurück, weil er durch den Kauf geschädigt worden sei und zudem die Kosten für den Abbruch habe tragen müssen. Im Jahr 1939 (nach anderer Angabe erst um 1975) wurde die Synagoge abgerissen.
Von den in Aufseß geborenen oder längere Zeit am Ort wohnhaften jüdischen Personen kamen in der Zeit des Nationalsozialismus um: Mathilde Adler geb. Günther (geb. 1898), Julius Aufseeser (geb. 1878), David Fleischer (geb. 1862), Heinrich Fleischer (geb. 1877), Ignaz Fleischer (geb. 1873), Karl Fleischmann (1867–1943), Berta Günther geb. Fleischmann (geb. 1864), Fanny Haymann geb. Oppenheimer (geb. 1865), Betty Hopfenmaier geb. Aufseeser (geb. 1891), Marie Kaufmann geb. Dittmann (geb. 1859), Fanny Löwenstein geb. Fleischmann (geb. 1896), Jakob Oppenheimer (geb. 1874), Michael Oppenheimer (geb. 1886), Adolf (Abraham) Richard (geb. 1860), Siegfried Schloss (geb. 1882) und Katti Silbermann geb. Dittmann (geb. 1864).

## 21. Jahrhundert
Ende 2023 stimmte der Aufsesser Gemeinderat einem Antrag zu, den jüdischen Friedhof in die Denkmalliste aufzunehmen.